# 重龍屬
重龍屬又名重型龍或巴洛龍，是蜥腳下目梁龍科的一屬，是種有長頸、
長尾巴的巨大草食性恐龍，與較著名的梁龍為近親。化石發現於侏羅紀晚期的北美洲莫里遜組（Morrison Formation），同地區發現的還有梁龍、迷惑龍、圓頂龍、腕龍及簡棘龍，以及獵食性的異特龍、裝甲恐龍的劍龍。莫里遜層的重龍化石，發現於第2到第5地層帶。
坦尚尼亞的拖尼龍可能與重型龍是相同動物。如果屬實，重龍將同時分佈於北美洲、非洲。

## 特徵

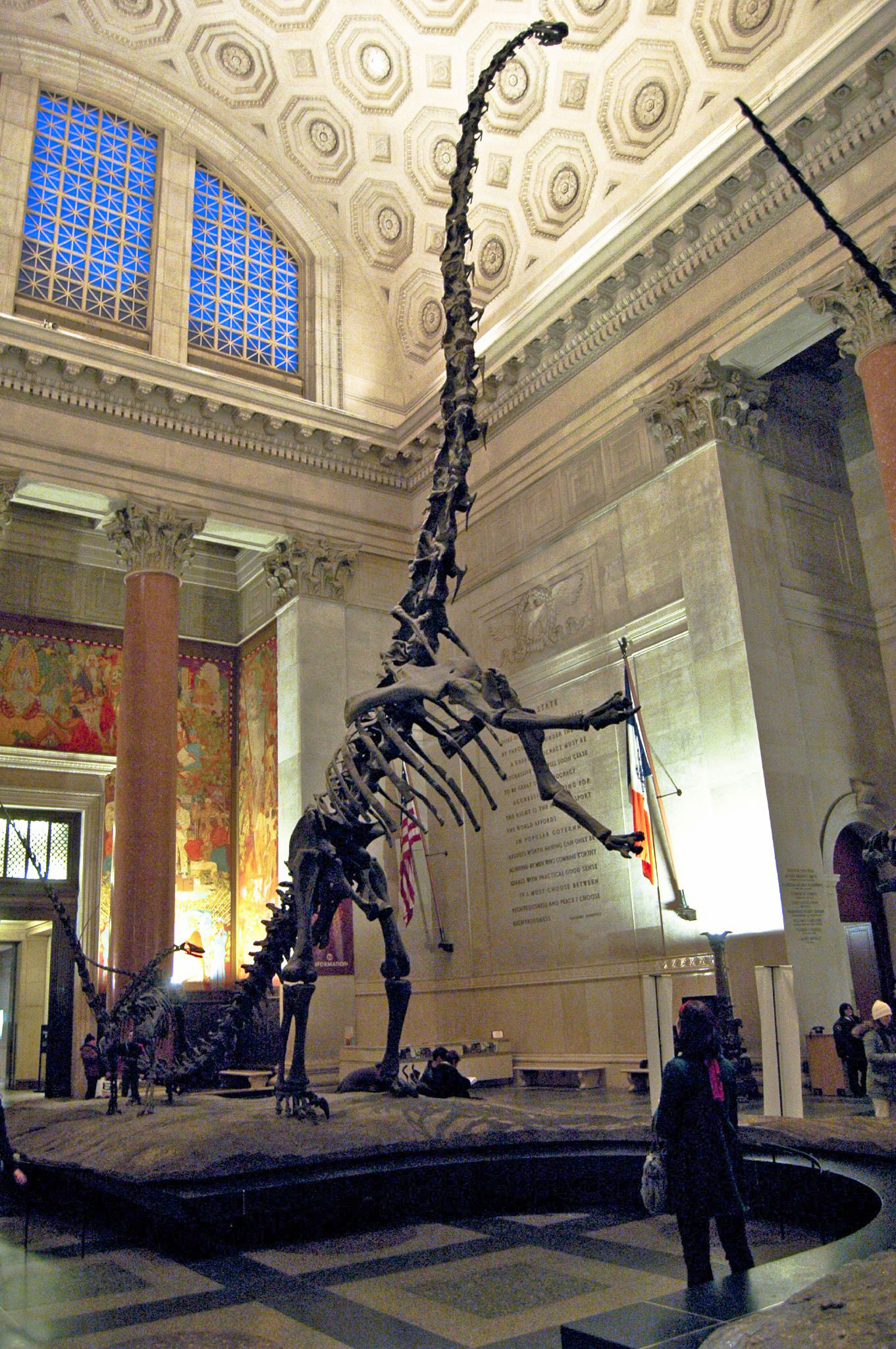
重龍的骨架模型。位於紐約美國自然歷史博物館

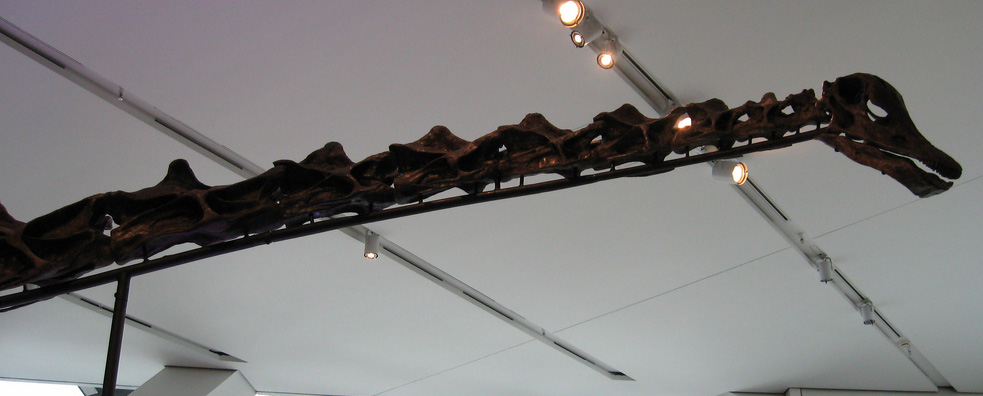
重龍的頭部與頸部。位於多倫多皇家安大略博物館

重龍是一屬大型、相當典型的梁龍科恐龍，成年重龍的身長可達26公尺，體重估計值約20公噸。事實上，重龍在很多方面都與梁龍相似，但有些許的不同，如較短的尾巴及較長的頸部。與迷惑龍相比，重龍的身長略長，但體型較為纖細。
蜥腳類恐龍的頭顱骨很難在化石化過程保存下來，因此是較少被發現的部分，但科學家目前已經發現一個重龍的頭顱骨。如同其近親迷惑龍、梁龍，重龍的頭顱骨長而低矮，只有嘴部前段具有牙齒，牙齒呈釘狀。
目前還沒有發現完整的重龍脊柱，但重龍的最明顯特徵是脊椎形狀。迷惑龍、梁龍的頸椎有15節，背椎有10節。重龍的頸椎有16節，但背椎只有9節；因為一節原本的背椎，移到頸椎的位置。重龍與梁龍的頸椎類似，但重龍的頸部更長。與梁龍相比，重龍的頸椎神經棘較矮、較不複雜。頸椎的中空空間及洞孔，顯示頸部並非想像中的重。但是，重龍的頸椎比梁龍的更短，形成較短的尾巴。尾椎下側的人字形骨呈雙叉型，有明顯的前骨突，與梁龍類似。目前還沒有發尾巴末端的化石，若參考迷惑龍、梁龍、與其他近親，重龍的尾巴可能呈鞭尾狀。某些梁龍科的尾巴有80節左右的尾椎。
在四肢方面，重龍與梁龍的四肢有明顯的差異。兩者都是巨型四足動物，具有柱狀四肢以負擔巨大的體重。在比例上，重龍的前肢比其他梁龍科的長，但仍比大部分蜥腳類恐龍的短。重龍只有一根腕骨，而掌骨比梁龍的短。重龍的前腳掌最內側有一個大型指爪。目前還沒有發現重龍的後腳掌，若參考其他蜥腳類恐龍，重龍應該是趾行動物，以腳趾接觸地面，而非以整個腳掌接觸地面。
紐約的美國自然歷史博物館展示了一個雌性重龍的骨骼模型，使用後腳站立，以保護幼龍免受異特龍的侵襲。但不確定重龍是否可以用後肢站立。

## 分類系統
|  | 春雷龍                                          |
|  |                                                 |
|  | \| \| 超龍 \| \| \| \| \| \| 迷惑龍 \| \| \| \| |
|  |                                                 |
|  | 超龍                                            |
|  |                                                 |
|  | 迷惑龍                                          |
|  |                                                 |

|  | 超龍   |
|  |        |
|  | 迷惑龍 |
|  |        |

|  | 重龍 |
|  |      |
|  | 梁龍 |
|  |      |

|  | 春雷龍                                          |
|  |                                                 |
|  | \| \| 超龍 \| \| \| \| \| \| 迷惑龍 \| \| \| \| |
|  |                                                 |
|  | 超龍                                            |
|  |                                                 |
|  | 迷惑龍                                          |
|  |                                                 |

|  | 超龍   |
|  |        |
|  | 迷惑龍 |
|  |        |

|  | 重龍 |
|  |      |
|  | 梁龍 |
|  |      |

|  | 春雷龍                                          |
|  |                                                 |
|  | \| \| 超龍 \| \| \| \| \| \| 迷惑龍 \| \| \| \| |
|  |                                                 |
|  | 超龍                                            |
|  |                                                 |
|  | 迷惑龍                                          |
|  |                                                 |

|  | 超龍   |
|  |        |
|  | 迷惑龍 |
|  |        |

|  | 重龍 |
|  |      |
|  | 梁龍 |
|  |      |

|  | 春雷龍                                          |
|  |                                                 |
|  | \| \| 超龍 \| \| \| \| \| \| 迷惑龍 \| \| \| \| |
|  |                                                 |
|  | 超龍                                            |
|  |                                                 |
|  | 迷惑龍                                          |
|  |                                                 |

|  | 超龍   |
|  |        |
|  | 迷惑龍 |
|  |        |

|  | 重龍 |
|  |      |
|  | 梁龍 |
|  |      |

重龍屬於蜥腳下目的梁龍科，梁龍科是群體型巨大的四足動物，具有極長的頸部與尾巴。重龍屬於其中的梁龍亞科。梁龍科的特徵是尾部有超過70節尾椎、前肢比例短於其他蜥腳類恐龍、以及許多頭部特徵。與迷惑龍亞科相比，梁龍亞科的體型較為修長、頸部與尾巴更長。
目前有相當多的梁龍科分類系統研究。長期以來，重龍被認為是梁龍的最近親。地震龍是另一個著名的梁龍亞科恐龍，但目前被歸類於梁龍屬的第四個種，D. hayi。拖尼龍、南方梁龍的化石發現於坦尚尼亞的敦達古魯組（Tendaguru Formation），也被歸類於梁龍亞科
。根據延長的頸椎與其形狀，拖尼龍被認為是重龍的近親之一。
梁龍科的另一亞科是迷惑龍亞科，包含迷惑龍、超龍。年代較早的春雷龍，有時會被歸類於迷惑龍亞科，或者是梁龍超科的基礎物種。在梁龍超科中，叉龍科、雷巴齊斯龍科分佈於南方的南美洲、非洲，而梁龍科則分布於北美洲、非洲、歐洲。

## 發現及物種

### 北美洲

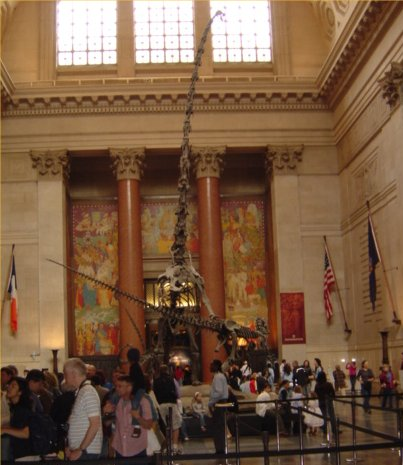
一個雌性重龍以後腳站立，以保護幼龍免受異特龍攻擊。位於紐約美國自然歷史博物館

重龍是分布最廣泛的梁龍超科恐龍之一。在19世紀的骨頭大戰期間，南達科他州的E. R. Ellerman發現了一些化石，之後由耶魯大學的奧塞內爾·查利斯·馬什（Othniel Charles Marsh）及約翰·貝爾·海徹爾（John Bell Hatcher）所挖掘，並由馬什於1890年命名。模式種是緩步重龍（Barosaurus lentus，或譯大齋重龍），屬名由古希臘文的 / barys「重的」與  / sauros「蜥蜴」組成，即「重的蜥蜴」，種名則在拉丁文中意為「慢」。模式標本（編號YPM 429）只有六節尾椎。其餘化石仍留在該地層，直到1898年由馬什交由助手George Wieland所挖掘。這次總共挖掘出脊椎、肋骨、以及四肢化石。在同年，馬什將重龍屬歸類於梁龍科。在1899年，馬什死前的一個月，他將兩個新發現的掌骨命名為B. affinis。此種目前被認為是緩步重龍的次異名。
在20世紀初期，賓州匹茲堡的卡內基自然歷史博物館派遣Earl Douglas，到美國猶他州的卡內基挖石場（在1915年改為恐龍國家紀念公園）進行挖掘工作。在1912年，首先挖出四節頸椎（編號CM 1198），每節各約1公尺長，發現於一個梁龍化石附近。在1918年，Earl Douglas再度發現一個部份骨骼（編號CM 11984）。在1919年，重龍的模式標本完成化石清理過程，並交由理查·史旺·納爾（Richard Swann Lull）進行完整的研究敘述。藉由納爾的完整研究，卡內基博物館的館長William Jacob Holland發現這四節頸椎不屬於梁龍，並且將這四節頸椎、一個部份骨骼都歸類於緩步重龍。但是，該部份骨骼仍保留在該地層，直到1980年代才被完整研究。
在1919年，安德魯·卡內基逝世後，猶他大學繼續資助Earl Douglas的挖掘活動。在1923年，卡內基挖石場挖出第三個重龍的化石，是一個幾乎完整的骨骼。這個骨骼被分成三個部分，交由不同機構。猶他大學獲得大部分背椎、肋骨、骨盆、後肢、以及大部分尾椎。華盛頓國立自然歷史博物館獲得頸椎、一些背椎、肩帶、前肢。卡內基博物館則獲得一部份的尾椎。在1929年，巴納姆·布郎（Barnum Brown）將這三批化石運送到紐約美國自然歷史博物館，並將化石組合、研究，編號為AMNH 6341。美國自然歷史博物館製作一個以後腳站立的重龍骨架模型，就是以這個標本作為範例。
在1990年代，南達科塔州發現一個重龍的新化石，包含多節脊椎與骨盆（編號SDSM 25210、SDSM 25331），目前存放在南達科塔礦業理工學院。另外，在安大略多倫多的皇家安大略博物館，有一個由Earl Douglass發現的部份完整重龍化石，安大略博物館在1962年向卡內基博物館買得這個化石，但在儲藏室中遭到遺忘達45年。在2007年，才被戴夫·埃文斯（Dave Evans）博士重新發現、組合起來。經由重組後，成為50%完整的重龍化石（編號ROM 3670），完整身長估計約長達24公尺。目前正在皇家安大略博物館展出中。在2005年，John McIntosh提出這個安大略標本，與卡內基博物館的四節頸椎（編號CM 1198），來自於同一個體。

### 非洲
在1907年，德國古動物學家埃伯哈德·弗拉士（Eberhard Fraas）在德屬東非（現今的坦尚尼亞）進行挖掘工作，在敦達古魯組（Tendaguru Formation）發現兩個蜥腳類的ni no化石。在次年，弗拉士將牠們建立為新屬，Gigantosaurus，兩個骨骼分別歸類於各自的種，G. africanus、G. robustus。但是，英格蘭的巨太龍（Gigantosaurus）已經使用這個屬名。在1911年，Richard Sternfeld將這兩個骨骼建立為另一新屬，拖尼龍（Janenschia），仍保有原有的兩個種。1961年，沃納·詹尼斯（Werner Janensch）重新研究這兩個標本，他發現非洲的拖尼龍其實與北美洲的重龍是相同動物。在1991年，T. robusta被建立為泰坦巨龍類的詹尼斯龍。而另一種成為非洲重龍（B. africanus）。重龍的第三個種是纖細重龍（B. gracilis），化石也是發現於非洲，是在1961年由沃納·詹尼斯敘述、命名。
在2004年與2005年，保羅·阿普徹奇（Paul Upchurch）等人、John McIntosh先後提出北美洲、非洲的重龍有足夠的差異。在2006年的研究指出，非洲的重龍雖然與北美洲的重龍、梁龍是近親，但兩者之間有足夠差異，因此仍然是獨立的拖尼龍屬。

## 古生態學
若不計算拖尼龍與重龍的關係，重龍的化石僅發現於北美洲的莫里遜組；莫里遜組的露頭分布於洛磯山脈與大平原地區之間。根據放射性定年法、生物地層學、古地磁學研究，顯示莫里遜組的形成年代為侏羅紀晚期的啟莫里階與提通階早期，接近1億5500萬到1億4800萬年前。重龍生存於晚侏羅紀的啟莫里階晚期，距今約1億5000萬年前。
在侏羅紀晚期，莫里遜組是個氾濫平原，接臨森丹斯海；森丹斯海是北極洋的鄰海，從加拿大延伸至北美洲中部，最南到達科羅拉多州。由於板塊運動與內華達造山運動的影響，森丹斯海逐漸往北側海退，形成大片的氾濫平原。根據推測，侏羅紀晚期的大氣層二氧化碳含量高，使全球的氣溫較高。1992年的一個研究估計當時大氣層的二氧化碳含量為1120ppm，以此計算出北美洲西部的夏季氣溫約40到45 °C，冬季氣溫約攝氏20 °C。1999年的另一個研究，則估算當時大氣層的二氧化碳含量為3180ppm。溫暖的氣溫導致地表水分大量蒸散，但可能也導致明顯的雨季，造成莫里遜組的半乾旱氣候與季節性的降雨。

## 外部連結
- 重龍 （页面存档备份，存于）
- 重龍 （页面存档备份，存于） Enchanted Learning.com
- 重龍 Dinodata
- 梁龍超科的各屬與演化樹 The Thescelsosaurus!
- 恐龍各屬的發音與意思-B